# Parapholidoptera salmani
Parapholidoptera salmani är en insektsart som beskrevs av Battal Çiplak 2000. Parapholidoptera salmani ingår i släktet Parapholidoptera och familjen vårtbitare. Inga underarter finns listade i Catalogue of Life.